# Pattaya
Pattaya (en tailandés พัทยา, พัทยาⓘ, se pronuncia Pa-teia) es una ciudad tailandesa localizada en la costa este del golfo de Tailandia, a 130 kilómetros al sureste de Bangkok, localizada dentro de Amphoe Bang Lamung (pero independiente administrativamente de esta) en la provincia de Chon Buri.
La ciudad tiene una administración autónoma que comprende Tambon, Nong Prue, Na Kuea y partes de Huai Yai y Nong Pla Lai. Se encuentra además en una intensa zona de industrialización portuaria y es uno de los principales centros de conurbación del país. Pattaya es además centro comercial, de inversión extranjera y meca del turismo internacional por sus playas así como su gran vida nocturna, con sus bares y cabarets de gogós.

## Historia

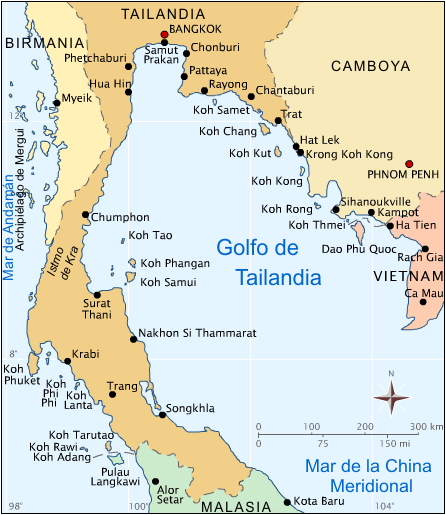
Mapa del golfo de Siam en el que aparece arriba Pattaya

El nombre de Pattaya viene de la marcha de Phraya Tak (después sería el rey Taksin) y su ejército desde Ayutthaya a Chanthaburi. Este evento tomó lugar antes de la caída de la antigua capital tailandesa en manos de los invasores birmanos en 1767. 
Cuando el ejército llegó a las vecindades de lo que hoy es Pattaya, se encontró con las tropas de Nai Klom quien intentó interceptarlo. Cuando ambos líderes se encontraron cara a cara, Nai Klom, impresionado por la dignidad y disciplina del ejército de Phraya Tak  se rindió sin luchar. El lugar donde ambos ejércitos se encontraron fue llamado "Tap Phraya", que significa "el ejército de Phraya". Esto derivó posteriormente en "Pjatthaya" que se pronuncia en castellano como "Pattia" que además da nombre al viento que sopla de sureste a nordeste al inicio de la estación de lluvia.
En la actualidad el nombre oficial de la ciudad es Pattaya.
Por siglos Pattaya fue una pequeña aldea de pescadores, pero el 26 de abril de 1961 llegó allí el primer grupo de 100 soldados estadounidenses para combatir en la Guerra de Vietnam, pues Tailandia prestó sus bases en el país. Los soldados hicieron de Pattaya un sitio de descanso por la belleza de sus playas y sus mujeres. Poco a poco la aldea se convirtió en un auténtico lugar de relax: las casas de pescadores fueron reemplazadas por inmensos hoteles y burdeles, y los botes por lujosas barcas para turistas. El primer resort de la ciudad, el Moonlight On Sea, llegó poco después

## Geografía
El puerto y balneario de Pattaya hace parte de la bahía del mismo nombre en el golfo de Siam. La ciudad se encuentra a 145 kilómetros al sureste de Bangkok y está englobada por el distrito de Bang Lamung, aunque no pertenece a este, pues posee autonomía como municipio, cuyo territorio comprende Tambon Nong Prue, Na Kluea y partes de Huai Yai y Nong Pla Lai. La jurisdicción de Bang Lamung, la cual hace parte del límite septentrional de Pattaya, comprende partes de Tambon Bang Lamung, Nong Pla Lai y Takhian Tia. Bang Sali hace parte del límite meridional de Pattaya. 
La "Gran Pattaya" ocupa la mayor parte del litoral de Banglamung (uno de los once distritos de la provincia de Chon Buri. Esta se divide en una gran parte septentrional la cual incluye el área este de la Playa Naklua (la playa más septentrional) y la Playa Pattaya (la principal) con la Colina Buda que queda al sur de la Playa Pattaya y una pequeña sección que comprende el área de la Playa Jomtien (que se desprende directamente de la Colina Buda hacia el sur) y que incluye también la Playa Dongtan. Las playas de Jomtien son por lo general más amplias y tienen una mejor forma, mientras que el ambiente es más familiar y sedentario que la Playa Pattaya.

## Demografía
La ciudad tenía registrado un número de 104.318 habitantes para 2007, pero existe un número indeterminado de personas que trabajan y que no siguen ningún tipo de registro y numerosos extranjeros que vienen a trabajar en el lugar. Se estima que el número de habitantes de Pattaya, incluyendo los no registrados, alcance los 300 mil. Otras fuentes aseguran que este podría llegar a los 500 mil.

## Administración
La ciudad de Pattaya tiene autonomía administrativa desde 1978. Tiene estatus de municipio y posee un alcalde quien con su consejo es responsable de las políticas administrativas, la organización de los servicios públicos y de los empleados públicos de la ciudad.

## Clima
Pattaya tiene un clima tropical entre húmedo y seco dividido en las siguientes estaciones:
1. Cálido y seco entre noviembre y febrero.
2. Caliente y húmedo entre marzo y mayo.
3. Caliente y lluvioso entre junio y octubre.

| Parámetros climáticos promedio de Pattaya          | Parámetros climáticos promedio de Pattaya | Parámetros climáticos promedio de Pattaya | Parámetros climáticos promedio de Pattaya | Parámetros climáticos promedio de Pattaya | Parámetros climáticos promedio de Pattaya | Parámetros climáticos promedio de Pattaya | Parámetros climáticos promedio de Pattaya | Parámetros climáticos promedio de Pattaya | Parámetros climáticos promedio de Pattaya | Parámetros climáticos promedio de Pattaya | Parámetros climáticos promedio de Pattaya | Parámetros climáticos promedio de Pattaya | Parámetros climáticos promedio de Pattaya |
| Mes                                                | Ene.                                      | Feb.                                      | Mar.                                      | Abr.                                      | May.                                      | Jun.                                      | Jul.                                      | Ago.                                      | Sep.                                      | Oct.                                      | Nov.                                      | Dic.                                      | Anual                                     |
| -------------------------------------------------- | ----------------------------------------- | ----------------------------------------- | ----------------------------------------- | ----------------------------------------- | ----------------------------------------- | ----------------------------------------- | ----------------------------------------- | ----------------------------------------- | ----------------------------------------- | ----------------------------------------- | ----------------------------------------- | ----------------------------------------- | ----------------------------------------- |
| Temp. máx. media (°C)                              | 30.7                                      | 31.0                                      | 31.8                                      | 32.9                                      | 32.4                                      | 31.6                                      | 31.3                                      | 31.1                                      | 31.0                                      | 30.6                                      | 30.4                                      | 29.9                                      | 31.2                                      |
| Temp. mín. media (°C)                              | 23.0                                      | 24.3                                      | 25.4                                      | 26.4                                      | 26.5                                      | 26.5                                      | 26.0                                      | 26.0                                      | 25.1                                      | 24.2                                      | 23.4                                      | 22.2                                      | 24.9                                      |
| Precipitación total (mm)                           | 13.7                                      | 12.0                                      | 52.5                                      | 61.6                                      | 154.6                                     | 149.9                                     | 87.0                                      | 98.6                                      | 217.1                                     | 242.6                                     | 82.8                                      | 6.4                                       | 1178.8                                    |
| Fuente: World Weather Information Service Nov 2007 |                                           |                                           |                                           |                                           |                                           |                                           |                                           |                                           |                                           |                                           |                                           |                                           |                                           |

## Vida nocturna

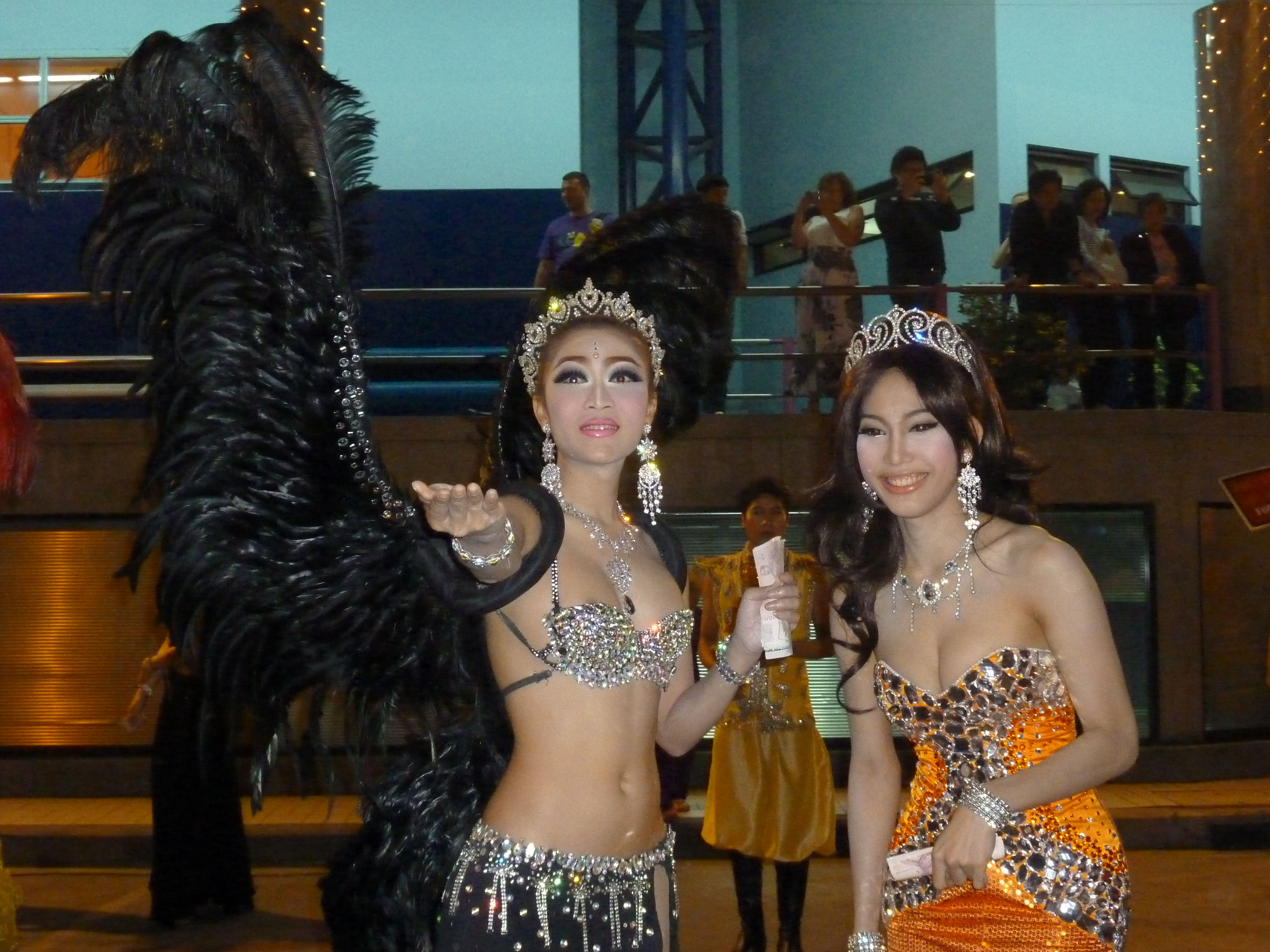
Dos artistas transexuales en un cabaret de Pattaya.

Pattaya tiene parte de su reputación como destino turístico, debido a la industria del sexo y de la vida nocturna resultante, y en muchos aspectos la ciudad se ha convertido en lo que es ahora debido a esto. La prostitución en Tailandia es técnicamente ilegal, pero la realidad demuestra que es tolerada, como es el caso de Pattaya con su gran número de bares de masajes, gogó bares, salones de masajes, saunas y hoteles por horas, que sirven a los turistas extranjeros, así como a los locales. Esto es frecuente en la calle peatonal, así como otras áreas de la ciudad.  Se han hecho esfuerzos en los últimos tiempos para limpiar la imagen de la ciudad, pero con pobres resultados.
Pattaya tiene también el mayor escenario gay de Asia, en torno a Boyztown y Sunee Plaza. La ciudad es también famosa por su extravagante kathoey cabaret, dónde transexuales y travestis realizan espectáculos.

## Playas

### Playa Pattaya

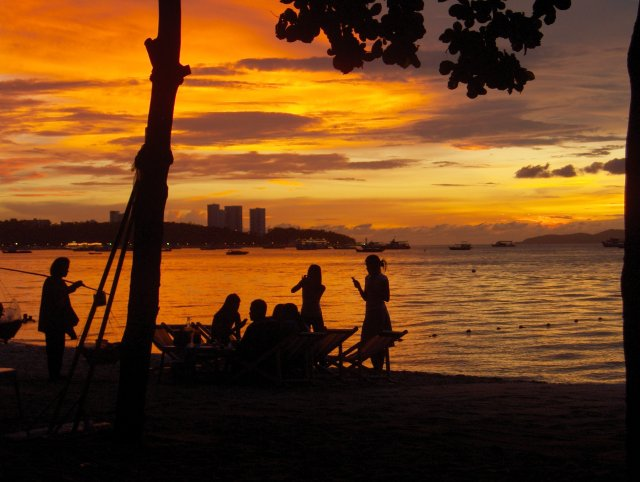
Playa de Pattaya en el ocaso.

La Playa Pattaya se ubica en la parte central de la ciudad. La sección de la playa que va desde la Vía Central (Pattaya Klang) hacia el sur del puerto es el escenario principal de una dinámica vida nocturna. La mayor parte de la playa está ocupada por tumbonas las cuales son rentadas por comerciantes locales durante el día. La playa, sin embargo, no es amplia.

### Playa Jomtien
La playa de Jomtien (จอมเทียน) o Jomtien Beach (หาดจอมเทียน, Haat Jomtien), en señales de tráfico y mapas de carreteras también escrito muchas veces Chom Tian, se separa de la Playa Pattaya por la Colina Pratumnak, al sur de la ciudad. Jomtien es esencialmente un área residencial con hoteles, bungalows, condominios y restaurantes. La zona es considerada propia al turismo en familia, diferente al de Playa Pattaya, en el centro de la ciudad, más tolerante y menos apto para grupos familiares. El sector ofrece oportunidades de deportes acuáticos. La Torre Pattaya de 56 pisos es un complejo de entretenimientos con el parque acuático y otros juegos.

### Islas en la bahía

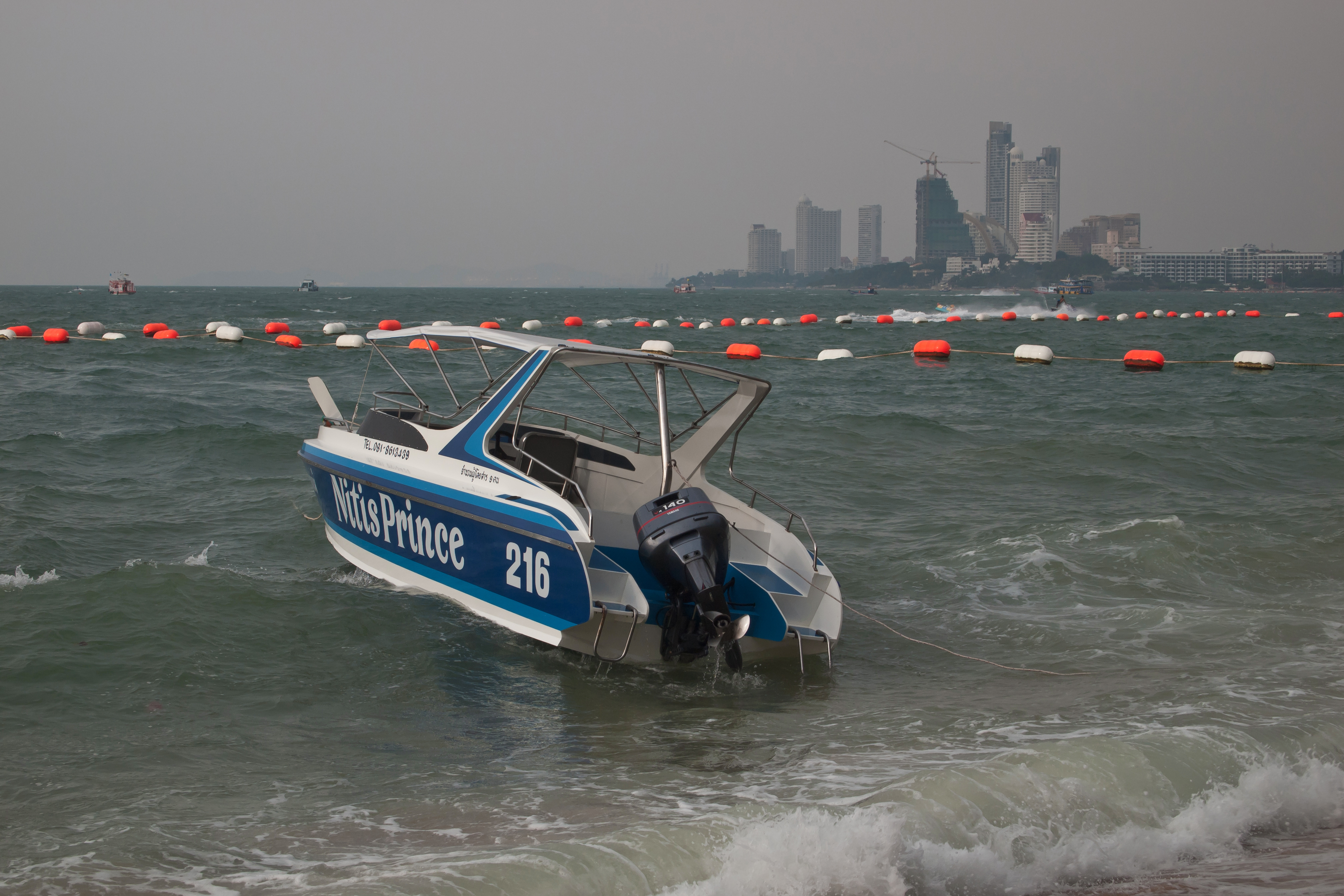

Común a todo el litoral del golfo de Tailandia, la bahía de Pattaya contiene numerosas islas que se convirtieron en destino turístico. Las más importantes:
- Mu Ko Lan (หมู่เกาะล้าน): "Islas Cercanas" son tres islas. La principal es Ko Lan y las otras son Ko Sak y Ko Krok distantes unos 7,5 kilómetros de las costas de Pattaya.

- Mu Ko Phai (หมู่เกาะไผ่): "Islas Lejanas" son cuatro: Ko Phai, Ko Man Wichai, Ko Hu Chang y Ko Klung Badan, localizadas al occidente de las Islas Cercanas en mar abierto.

- Ko Rin es una isla que se localiza al suroeste de Mu Ko Phai.

### Ko Lan
Ko Lan (เกาะล้าน) es una isla que se encuentra a 7.5 kilómetros de la costa de Pattaya. Es uno de los lugares más populares de la zona y es accesible mediante transporte marítimo. El ferry sale cada hora y tarda 45 minutos en llegar a la isla. El precio es de unos 40 bhats (aproximadamente un dólar). Las lanchas a motor son más rápidas y tardan solamente unos 15 minutosen llegar a Ko Lan pero son más caras.

## Transporte
Pattaya se encuentra a hora y media del Aeropuerto Suvarnabhumi, es decir, a 120 kilómetros de este. El Aeropuerto Internacional U-Tapao también sirve a Pattaya y se encuentra a 45 minutos desde esa ciudad.
Desde Bangkok, la autopista Sukhumvit es la vía principal para llegar a Pattaya en autobús o taxi que tardan entre hora y media y dos horas.
El servicio de transporte público en la ciudad es considerado bueno y tiene taxis, tuctuc y buses.

### Calles principales
La ciudad sigue el litoral de la bahía y es fácil ubicarse. Cuatro vías principales deben mencionarse:
1. Vía 1 o Carretera de la Playa que sigue el litoral.
2. Vía 2 corre paralela a la Vía 1 y a 400 metros distante de la primera hacia el interior.
3. Vía 3 es la circunvalar exterior que conecta la ciudad con su norte, centro y sur.
4. Vía Thap Phraya conecta la Vía 2 con la Vía Jomtien.
5. Vía Thep Prasit conecta Thap Phraya con la Autopista Sukhumvit.

### Otros medios de transporte
El tren es otro medio para llegar a Pattaya desde la estación Hualumphong en Bangkok. Por otra parte, existe el proyecto de construir un sistema metro de tres líneas en la ciudad. No hay aeropuerto en Pattaya. El servicio de buses desde la capital es frecuente desde la Terminal Norte de Bangkok y desde la Terminal Oriental Ekhamai. Desde Pattaya es posible viajar en bus hacia otros pueblos de la provincia. También es posible viajar hacia la frontera con Camboya (por la provincia de Koh Kong (4 horas aproximadamente hasta el puente internacional).

## Economía
Antes de la Guerra de Vietnam Pattaya era un pequeño puerto de pescadores sin mayor interés turístico. La llegada de los marines estadounidenses lo convertiría en meca del turismo nacional e internacional en las décadas siguientes. Sin embargo, en una primera fase de su historia como centro del turismo, Pattaya ganó la reputación de área tolerante a la prostitución y al llamado turismo sexual. En años recientes se han desarrollado escenarios de lo que se llamaría turismo de familia como alternativa a los espacios llenos de bares, residencias y zonas de tolerancia en su zona central.
En 2005 la ciudad recibió 5.338.000 visitantes, un 6,5 por ciento más de lo que recibió en 2004 gracias a este esfuerzo de remover la mala reputación de turismo X.
También ha promovido el surgimiento de áreas deportivas como el golf, juegos acuáticos y zonas de recreación familiar, además de experiencias como el "Santuario de la Verdad", un templo privado construido en madera y parques temáticos como el zoológico "Mini Siam" y la "Aldea de los Elefantes".
El zoológico privado "Los Tigres de Sri Racha" se especializa en numerosas especies felinas y en espectáculos en su circo que incluye además cocodrilos. Sin embargo, el zoo ha recibido críticas por las condiciones en que mantiene a los animales e incluso un empleado murió a causa de uno de los tigres en 2004, mientras hubo un brote de fiebre avícola ese mismo año.
El turismo submarino tiene su espacio en la ciudad para ver los corales, mientras se ofrecen excursiones continuamente a las islas de la bahía.
El jardín botánico Tropical Nong Nooch se localiza a 15 kilómetros al oriente de Pattaya y comprende 500 kms2 que, además de conservar variedades vegetales, es escenario para presentaciones culturales y la aldea tradicional tailandesa, más elefantes y chimpancés.
Otros espacios que se ofrece para el turismo son el parque temático "Edad de Piedra" (Million Years Stone Park), el Criadero de Cocodrilos de Pattaya, la Aldea de los Elefantes, el Balneario Parque Acuático, el parque Tierra de las Maravillas, el Orquideograma Siripon.